# The Sun Sessions
The Sun Sessions är ett samlingsalbum av Elvis Presley, utgivet 22 mars 1976. Albumet producerades av Sam Phillips, och består av de flesta av Elvis inspelningar i Sun Studio från juli 1954 till juli 1955. 
År 2003 kom The Sun Sessions på 11:e plats på musikmagasinet Rolling Stones lista över "de 500 bästa albumen genom tiderna".

## Låtlista

### Sida 1
1. "That's All Right" - 1:57
2. "Blue Moon of Kentucky" - 2:04
3. "I Don't Care if the Sun Don't Shine" - 2:28
4. "Good Rockin' Tonight" - 2:14
5. "Milkcow Blues Boogie" - 2:39
6. "You're a Heartbreaker" - 2:12
7. "I'm Left, You're Right, She's Gone" - 2:37
8. "Baby Let's Play House" - 2:17

### Sida 2
1. "Mystery Train" - 2:26
2. "I Forget to Remember to Forget" - 2:30
3. "I'll Never Let You Go (Little Darlin')" - 2:26
4. "I Love You Because" (version 1) - 2:33
5. "Trying to Get to You" - 2:33
6. "Blue Moon" - 2:41
7. "Just Because" - 2:34
8. "I Love You Because" (version 2) - 3:25

## Medverkande
- Elvis Presley – gitarr, piano, sång
- Scotty Moore – gitarr
- Bill Black – bas
- Jimmie Lott – trummor
- Johnny Bernero – trummor